# Luc Schädler
Luc Schädler (Zürich, 1963) is een Zwitsers regisseur.
Schädler studeerde etnologie en filmwetenschappen aan de Universiteit Zürich. Sinds 1986 werkt hij voor Kino Xenix en anno 2008 heeft hij een lectoraat Visuele Antropologie aan de Universiteit Zürich. Hij maakte verschillende filmseries en artikelen over Tibet en het boeddhisme.

## Filmografie
In 1997 regisseerde hij de documentaire Made in Hong Kong die een beeld geeft over de Britse kroonkolonie en de teruggave aan China. De film werd op verschillende filmfestivals vertoond, waaronder Solothurn, Leipzig en Zuid-Korea.
In 2005 regisseerde hij Angry Monk. Het filmdrama gaat over het leven van de opstandige Tibetaanse monnik Gendün Chöpel (1903-1951). Hij wil de Tibetaanse regering omverwerpen en belandt in de gevangenis. Daarna is de rebelsheid uit hem geslagen.